# Hospital Central de San Isidro
El Hospital Central de San Isidro Dr. Melchor Ángel Posse es un hospital público ubicado en el Partido de San Isidro, en la localidad de Acassuso, sobre la Avenida Santa Fé 431. Fue inaugurado el 6 de junio de 2003. Es un Hospital Universitario adherido a la Facultad de Medicina de la Universidad de Buenos Aires. 
Cuenta con 23.000 m²  de superficie habilitada con 160 camas, 14 camas de terapia intensiva (4 de las cuales aptas para aislamiento) 20 camas de terapia intermedia y de unidad coronaria además también de la disponibilidad de 34 camas de área crítica, situación que privilegia a este establecimiento respecto de la mayoría de los hospitales de la Provincia y de la Ciudad Autónoma de Buenos Aires. Funciona un Hospital de Día para los servicios de preguardia, oncología, enfermedades respiratorias agudas y cirugía ambulatoria haciendo más ágil el abordaje de los pacientes. Su superficie triplicó a la del viejo Hospital sanisidrense, que fuera inaugurado en junio de 1909.

## Proyecto e inauguración
La construcción del hospital Central fue un proyecto del intendente Melchor Posse, cuya finalización se produjo más de 40 años después de iniciadas las obras -tras varias interrupciones- siendo inaugurado por su hijo y sucesor en la Intendencia.
El acto de inauguración se realizó en el playón de ingreso y estuvieron presentes el Jefe Comunal, su esposa, María Fernanda Nuevo, sus hijos Macarena y Melchor, y Clementina Posse, entre otros familiares y amigos de Melchor Ángel Posse. 
Participaron además en la ceremonia la presidenta del Concejo Deliberante, Rita Kuzis; el secretario de Salud Pública de la comuna, doctor Gustavo Hirsch; y el director del Hospital Central, doctor Roberto González, municipales, concejales y representantes de entidades intermedias. 
Durante el acto se leyó una reseña de la vida de Melchor Posse en la cual se destacó su actividad como médico y como jefe comunal de San Isidro, a la vez que se proyectó un muy emotivo video, destacándose en su función de Intendente y como pediatra.
Durante el acto se descubrió un busto creado por la escultora Claudia Luz Valerga que recrea al doctor Melchor Ángel Posse en sus comienzos como médico pediatra a los 24 años. 

En su discurso, su hijo y actual intendente de San Isidro expreso:
"Este hospital -dijo luego- es reflejo de las idas y vueltas que tuvo el país. Se inició en un momento en que hubo muchos intentos de golpe de estado, pero su puesta en marcha tiene que ver con el símbolo de la recuperación de todos los argentinos que creen en un proyecto de continuidad. Y por supuesto está relacionado con los 25 años consecutivos de democracia en el país"
"La imposición del nombre del Melchor Posse a este hospital la quisimos hacer desde el lugar de esa generación fantástica a la que él pertenecía, que soñaba, que crecía, que tenía voluntad de crecer rápido para el país", dijo el jefe comunal en su discurso. 
"se rompió con esas profecías que cuestionaban cómo se iba a mantener este hospital. Nuestra apuesta fue por la positiva y esas profecías negativas nunca se cumplieron, al contrario, este hospital está cada vez más vigente, ampliándose, incorporando cada vez mayor tecnología", indicó Posse.
"Nosotros dijimos que el día que él no esté, el hospital iba a llevar su nombre. Y llegando al quinto año de muerte decidimos ponerle el nombre de Melchor a este establecimiento. Por eso pido a los que insistentemente me pedían que lo haga, que no me lo pidan más", sostuvo entre risas Gustavo Posse. 
"El nombre de Melchor Posse debe dejar de ser el de una sola familia para convertirse en el nombre de todos los sanisidrenses y de todos los argentinos de bien", concluyó.
Cabe mencionar que el Doctor Posse falleció a los 71 años, a causa de una neumonía, el 16 de enero de 2004 en este hospital que como Intendente de San Isidro soñó y empezó a construir.

## Atención
Entre sus especialidades brinda atención ante:
Alergia – Anatomía patológica – Cardiología – Cirugía general – Cirugía plástica reparadora – Cirugía proctológica – Cirugía vascular – Clínica médica – Dermatología – Diabetes – Diagnóstico por imágenes – Endocrinología – Endoscopía – Foniatría – Gastroenterología – Ginecología – Hematología y hemoterapia – Kinesiología – Laboratorio – Medicina preventiva – Nefrología – Neumonología – Neurocirugía – Neurología – Nutrición – Odontología – Oftalmología – Oncología y quimioterapia – Otorrinolaringología – Patología mamaria – Reumatología – Salud mental – Servicio social – Terapia intensiva e intermedia – Traumatología – Urología

### Servicios
Para satisfacer las necesidades de la gente, cuenta con 150 camas de internación. El sector internación no tiene salas, sino habitaciones singles y dobles, es decir con el nivel de hotelería de las mejores medicinas privadas. Todas las habitaciones cuentan con servicio telefónico y líneas para TV y transmisión de datos. Dispone, por otra parte, de 70 consultorios para la atención de los pacientes en las distintas especialidades médicas.
Cuenta con un total de 6 quirófanos únicos en el país, pues poseen un piso conductivo especial que –mediante fibra de carbono- facilita la descarga eléctrica a tierra y evita la generación de “chispas” y eventuales incendios.
También tiene estacionamiento propio para 300 vehículos.

### Teléfonos
Dirección: 011 4512-3712
Administración: 011 4512-3795
Guardia: 011 4512-3777 
Emergencias Médicas: 107

## Equipamiento
El 16 de junio de 2009 el Hospital Central de San Isidro "Dr. Melchor Ángel Posse" incorporó nuevos equipos e inauguró al tiempo de celebrar sus 100 años de vida que, como se sabe, se reparten entre el viejo establecimiento ubicado en la esquina de Primera Junta y Juan José Díaz y el actual nosocomio en la Av. Santa Fe 431, San Isidro.
El equipamiento e instrumental médico de última generación para diagnóstico y tratamiento de pacientes implicó una inversión de unos 4 millones de pesos.
Equipamiento incorporado
Entre el moderno equipamiento incorporado por el Hospital central de San Isidro, cabe mencionar:
- Un intensificador de imágenes arco en c (permite obtener una imagen en la consola con dos monitores e impresora. Se utiliza en terapéutica endovascular (angioplastia, cateterismo, arteriografía del sistema nervioso central. Sirve también para el trabajo en ortopedia para la colación de prótesis y cirugía en general).
- Cinco mesas de anestesia microprocesales.
- Un equipo de cirugía laparoscópica (se utiliza en casi todas las especialidades quirúrgicas).
- Veinte monitores multiparamétricos y telemetría (desde los que se controlan pacientes desde un sector de terapia intensiva . Permiten hacer el monitoreo de la frecuencia cardiaca, respiratoria, temperatura).
- Catorce respiradores artificiales, cuatro de ellos de última generación (un equipo por cama en el área crítica).
- Diez cardiodesfibriladores (además de tener un registro continuo de la frecuencia cardíaca, pueden marcapasear en forma externa al paciente).
- Cuatro electrobisturís (permite hacer la incisión con coagulación instantánea).
- Catorce electrocardiógrafos (se utilizan en unidad coronaria, terapia intensiva y en la guardia).
- Un equipo de monitoreo FIC
- Un sensor transductor doppler (permite evaluar el flujo sanguíneo cerebral); un microscopio oftalmológico
- Un equipo FACO para cirugía oftalmológica.
- Un craneótomo (especial para la apertura de cráneos)
- Equipos de cirugía heterotaxia (se usan en neurocirugía, sistema nervioso central).

Diagnóstico por imágenes
Por otra parte, se encuentra el área del Centro de Diagnóstico por Imágenes del Hospital Central de San Isidro con aproximadamente 200 m² -de un total de 800 m²- destinada a la instalación de un tomógrafo computado y un equipo de ecografía.
En este sector se ha construido la sala de un tomógrafo computado helicoidal con una sala técnica y un vestuario para el público. En esta primera etapa también se ha construido una sala para el Servicio de Ecografía, una amplia recepción para ambos Servicios, una sala central de informes y otra de médicos donde se desarrollarán las actividades académicas y los ateneos del Servicio y sanitarios para el público.
Han sido refaccionadas las zonas de circulación del área para permitir un rápido acceso a los pacientes internados y ambulatorios. Se han instalado equipos de aire acondicionado central tipo split necesarios para el adecuado funcionamiento de los equipos de diagnóstico y para confort ambiental. Los cielorrasos han sido suspendidos con placas con aislamiento térmico y acústico para optimizar las condiciones de aislamiento ambiental. Los pisos y revestimientos del sector han sido construidos con materiales adecuados que responden a las normas de la arquitectura sanitaria actual.
Servicio de Tomografía Computada
El Servicio de Tomografía Computada contará con un tomógrafo helicoidal subsegundo (0,75 s) Siemens Somatom® de origen alemán que permite realizar prestaciones de tomografía computada helicoidal en el menor tiempo con el mayor confort para el paciente.
Su velocidad de adquisición y la baja dosis de radiación que recibe el paciente lo hacen especialmente apto para el estudio de pacientes pediátricos y para su uso en Emergentología cuando es crítico obtener imágenes tomográficas de múltiples regiones para decidir la conducta terapéutica.
El equipo cuenta con una confortable camilla que soporta hasta 210 kg de peso y tiene una garganta de 75 cm de diámetro que permite acceder al estudio a pacientes de gran tamaño y posibilita la realización de procedimientos intervencionistas mínimamente invasivos.
En conjunto con el equipo se ha instalado una estación de trabajo Irix para la realización de estudios de reconstrucción tridimensional (3D), multiplanar, dentascan y de estudios angiográficos por tomografía computada.
El Servicio de Tomografía del Hospital Central de San Isidro cuenta con un moderno sistema de tele – radiología que permite transmitir y recibir imágenes del Servicio de Tomografía del Hospital Ciudad de Boulogne, integrando ambos hospitales y pudiendo evaluarse los estudios digitales de ambos centros en tiempo real las 24 h del día y los 365 días del año lo cual es de gran beneficio en las urgencias y evita desplazamientos innecesarios de los pacientes.
Servicio de Ecografía
El nuevo equipo de ecografía Esaote® de origen italiano es un ecógrafo de última generación doppler color, cardíaco y de propósitos generales posee características de diseño y prestaciones para su uso intensivo en el ámbito hospitalario.
Incluye paquetes avanzados de cálculos cardiológicos, vasculares, pediátricos, obstétricos, ginecológicos, urológicos, músculo esquelético y radiológicos generales. Permite realizarse todos los estudios ecográficos generales, intracavitarios, cardíacos y vasculares.
A su vez cuenta con transductores especiales para la realización de procedimientos mínimamente invasivos de biopsias dirigidas por ecografía incluyendo la biopsia prostática.

## Financiamiento
El sistema público de salud en San Isidro es enteramente municipal y se solventa con las tasas que pagan los vecinos.
El sistema de Salud Pública del Municipio está a cargo de:
Dr. Eduardo Prado
Secretario de Salud Pública
Dra. Susana Abelleira
Subsecretaria de Salud
Dr. Juan A. Viaggio
Subsecretario de Políticas de Salud y Tecnología Médica
Dr. Daniel Fiszman
Director de Programas de Salud
Dr. Pedro Olaciregui
Director de Recursos y Evaluación del Gasto
Dr. Roberto González
Director de Epidemiología

## Controversias
El hermano del director de cine Mariano Cohn habría muerto por un caso de mala praxis ocurrido en este hospital.